# Pumilomyia protrahenda
Pumilomyia protrahenda är en tvåvingeart som beskrevs av Stefani 1919. Pumilomyia protrahenda ingår i släktet Pumilomyia och familjen gallmyggor.
Artens utbredningsområde är Italien. Inga underarter finns listade i Catalogue of Life.